# Avenija 9. jula
Avenija 9. jula (šp. Avenida 9 de Julio) je avenija u Buenos Airesu, Argentina. Ime je dobila po argentinskom danu nezavisnosti, 9. jul 1816.
Avenija je dugačka oko jednog kilometra. Ima po sedam traka u svakom pravcu i po četeri dodatne trake. Širina ulice je oko 140m.